# Amsjön (Knäreds socken, Halland)
Amsjön är en sjö i Laholms kommun i Halland och ingår i Lagans huvudavrinningsområde.